# Un thé avec Mussolini
Pour plus de détails, voir Fiche technique et Distribution.
Un thé avec Mussolini (Tea with Mussolini) est une comédie dramatique anglo-italienne en partie autobiographique, sortie en 1999, réalisée par Franco Zeffirelli, qui raconte la jeunesse d'un jeune Italien, Luca, recueilli par une dame anglaise et ses amies, avant la Seconde Guerre mondiale.

## Synopsis
À Florence en 1934, un groupe de femmes anglaises distinguées, surnommées  les « Scorpioni » en raison de leur esprit mordant, ont en commun leur goût immodéré pour l'Italie et particulièrement pour la ville des Médicis. Elles se retrouvent chaque après-midi pour le thé au Grand Café Doney. Luca (Charlie Lucas) est un jeune garçon italien, enfant naturel d'un riche marchand. Quand sa mère décède, son père ne porte pas grand intérêt à l'éducation, et Mary Wallace (Joan Plowright), sa gouvernante, le trouve faisant l'école buissonnière dans un jardin public. Sentant le jeune garçon livré à lui-même, elle se tourne vers les Scorpioni pour leur demander de l'aide. Ensemble, elles lui enseignent les bonnes manières et la vie du monde. Mary lui fait découvrir l'œuvre de Shakespeare. Luca découvre aussi  l'art moderne, auprès d'une riche veuve américaine, Elsa Morganthal Strauss-Almerson (Cher), qui avait connu sa mère autrefois et lui offre une forte somme d'argent pour le rendre indépendant. 
D'autre part, Lady Hester Random (Maggie Smith), la veuve d'un ancien ambassadeur de Grande-Bretagne en Italie (et qui passe son temps à le rappeler à tout le monde) prend Elsa en grippe.
En 1935 la situation commence à devenir difficile pour la petite communauté britannique en raison de la montée de la xénophobie en Italie. En octobre 1935 l'invasion de l'Abyssinie par les troupes italiennes est suivie par un discours fameux de Haïlé Selassié à la SDN , qui dénonce l'emploi par les italiens de gaz moutarde et de lance-flammes. L'émotion des grandes puissances est vive, mais est contrée en Italie par des « émeutes populaires » visant les franco-britanniques qui sont à la tête du mouvement de réprobation et, unis par le pacte Hoare-Laval, cherchent à faire reculer l'Italie. A Florence le Gran Caffé Doney, lieu de réunion de l'intelligentsia britannique, est mis à sac.     
Malgré cela, Lady Hester Random conserve une grande admiration pour Benito Mussolini. Elle prend sur elle d'aller le rencontrer afin d'en obtenir l'assurance que la communauté britannique sera protégée. Il leur promet sa protection personnelle et le groupe prend le thé. Le lendemain, la première page du journal local présente une photo de Mussolini et de Lady Hester; celle-ci l'encadre et la montre fièrement aux fonctionnaires locaux à chaque occasion. Mais la situation politique continue à se détériorer. Les Scorpioni ne peuvent plus prendre le thé à la Galerie des Offices. Le père de Luca pense que l'avenir de l'Italie est avec l'Allemagne plutôt que le Royaume-Uni. Il enlève Luca des soins de Mary et l'envoie pour plusieurs années dans un pensionnat autrichien afin qu'il puisse apprendre la langue et assurer son avenir. 
Les années passent. Quand Luca (Baird Wallace) revient en Italie, il retrouve son ancienne gouvernante Mary quelques minutes avant qu'elle soit arrêtée par la police avec les autres anglaises. L'Italie a déclaré la guerre à la Grande-Bretagne faisant des dames britanniques des ressortissantes ennemies. Lady Hester force son petit-fils Wilfred à se déguiser en femme pour sa sécurité et avec les autres ils l’appellent « Miss Lucy ». Il est arrêté lui aussi. Arabella est bouleversée quand les gardiens ne lui permettent pas de prendre son chien préféré, Mary demande donc à Luca de le prendre avec lui. Après que le petit groupe soit partit, Luca les suit avec un ami et voit qu'ils sont amenés dans un village proche de San Gimignano. Les dames sont horrifiées par leur nouveau logement, qui est bien en dessous du luxe auquel elles sont habituées. Bien que méprisée par les dames dans le passé, Elsa, qui avec son compatriote américain, Georgie, reste libre a pitié d'elles.  S'étant fait raconter l'arrestation par Luca, qui l'adore, elle lui demande de livrer des faux passeports à une famille juive pour les aider à fuir. Elsa le charge ensuite de donner de l'argent et de faux documents aux gardes, ordonnant que les dames britanniques soient déplacée dans un hôtel convenable. Ils font croire que Mussolini lui-même a ordonné cela. Lady  Hester est ravie et affirme vite son autorité sur le personnel d'hôtel, en brandissant avec passion sa photo avec Mussolini. L'artiste excentrique Arabella (Judi Dench) et l'archéologue Georgie (Lily Tomlin) décident de restaurer la fresque de Sainte Fina Ghirlandaio dans une chapelle voisine, et qui avait commencé à se faner et s'écailler. 

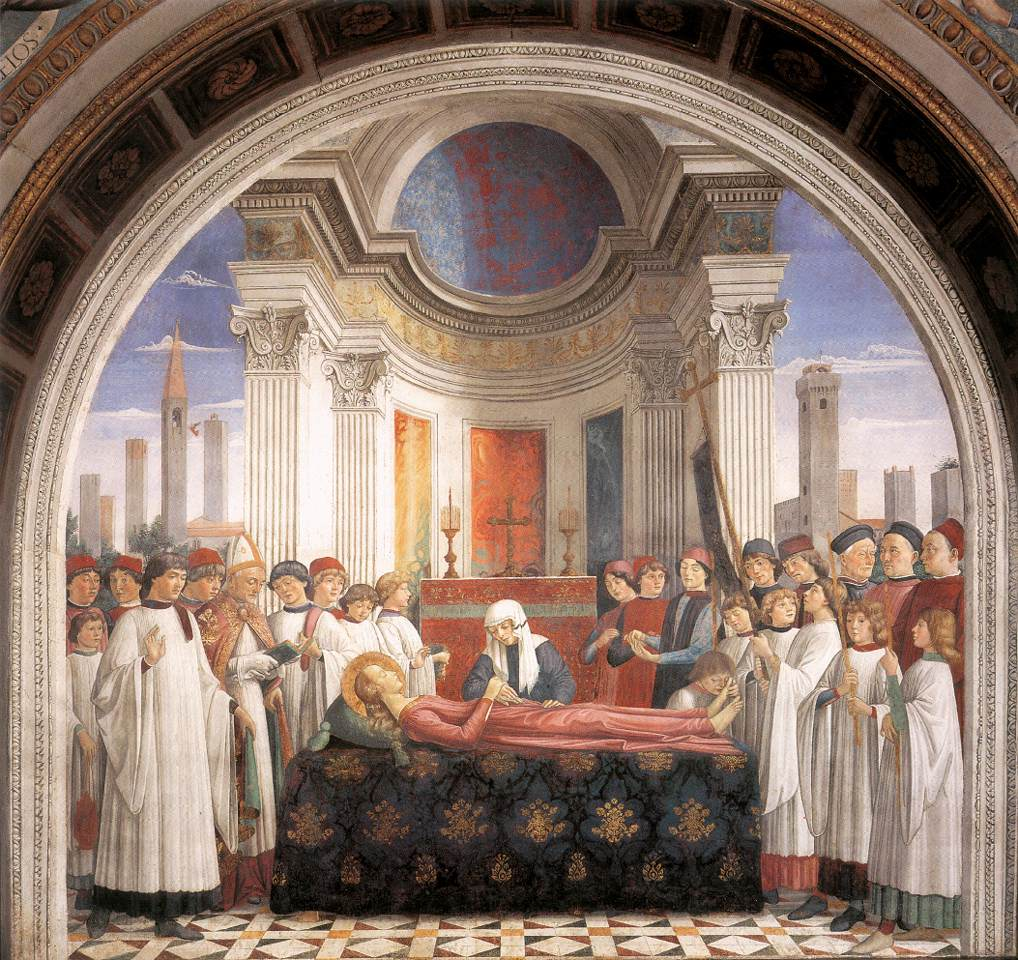
Collégiale de San Gimignano, Toscane : fresque de l'enterrement de Santa Fina, par Domenico Ghirlandaio

Luca, qui échappe à la police locale dans ses courses nocturnes pour Elsa, devient jaloux quand elle noue une relation romantique avec un jeune avocat italien opportuniste. Pearl Harbor est attaqué et on annonce que les États-Unis sont entrés en guerre. La police arrête bientôt les Américains comme Elsa et Georgie et les installe dans l'hôtel avec les Dames anglaises. Mais étant Juive, Elsa risque un  bien plus grand danger que les autres femmes. En échange de la promesse de son petit ami de l'aider à fuir en Suisse où ils seraient sûrs ensemble, elle lui cède par écrit son inestimable collection d'art moderne aussi bien que tout son argent et d'autres possessions. Pourtant, comme Mary le découvre bientôt, le petit ami d'Elsa n'avait aucune intention de l'aider et conspirait tout le temps pour la dénoncer à la Gestapo. Mary gronde Luca jaloux et lui dit qu'il est temps de grandir, puisqu'il était au courant du complot, mais n'en a rien dit à Elsa. De son côté, Elsa refuse de croire l'histoire et essaye de s'enfuir. Désespérée, Mary demande de l'aide aux Scorpioni. Au début, Lady Hester méprise Elsa et refuse l'idée de l'aider, pensant qu'elle ne lui doit rien. Mary révèle alors que ce n'était pas Mussolini, mais Elsa qui a arrangé et a financé leur séjour à l'hôtel. Honteuse, Lady Hester accepte d'essayer de convaincre Elsa de s'enfuir. Elle va chez Elsa, qui s'est isolée dans sa chambre, la remercie de sa générosité et l'assure que son petit ami ne tiendra pas sa promesse. Surpris par le changement de comportement de Lady Hester, Elsa la croit et décide de s'enfuir. Elle accepte un plan de fuite mis au point par Luca et Wilfred qui ont déjà quitté l'hôtel pour rejoindre le mouvement de résistance italien. Aidé par l'argent de Luca qui lui venait de sa mère, le petit groupe fait évader Elsa  pendant la nuit. Juste avant de prendre le bateau qui doit l'emmener en lieu sur, Elsa dit à Luca comment elle avait aidé sa jeune mère à accoucher, sauvant ainsi sa vie, elle voit maintenant son aide comme une forme de remboursement. 
Georgie et Arabella protègent les fresques de Sainte Fina des risques de bombardement avec des sacs de sable. Florence est envahie par les forces nazies qui arrêtent les Juifs y compris le professeur des beaux-arts de Luca, qui a été dénoncé aux Allemands par l'ancien petit ami d'Elsa. Dans San Gimignano, les Allemands posent des explosifs pour détruire certaines des tours, ce qui rend Arabella folle. Elle s'y enchaîne avec les câbles des bombes, suivie par les autres femmes qui tiennent tête courageusement à un officier nazi qui pointe un pistolet sur elles. Mais Heureusement, l'officier reçoit l'ordre d'abandonner la ville et s'enfuit avec ses hommes en laissant les tours intactes. La ville entière se réjouit quand les troupes alliées écossaises arrivent, conduite par Luca devenu entre-temps interprète italien du commandant, qui annonce respectueusement aux dames britanniques qu'elles doivent quitter le pays.  Lady Hester intervient et refuse de coopérer. Elle est rejointe par les autres dames qui toutes décident de rester en Italie. Mary est fière de voir que Luca est devenu un jeune homme beau et élégant, un gentlemen. Arabella et Georgie  se rendent dans la chapelle, sous les décombres, soulagées de  retrouver les fresques intactes.
La scène finale nous apprend plusieurs choses, Elsa est rentrée aux États-Unis. Wilfried est devenu membre du gouvernement puis a dû démissionner à la suite d'une affaire avec une call-girl déguisée en soldat. Georgie a poursuivi ses fouilles archéologiques en Italie. Arabella a continué à protéger l'art italien et a légué tous ses biens à un chenil de Florence. Mary Wallace a continué à s'occuper d'enfants, leur apprenant Shakespeare et la différence entre le bien et le mal. Les Scorpioni ont repris leurs thés d'après-midi au Café Doney (bien que, comme Lady Hester le rappelle, les choses ne soient plus les mêmes qu'avant).

## Fiche technique
- Titre : Un Thé avec Mussolini
- Réalisation : Franco Zeffirelli
- Scénario : John Mortimer et Franco Zeffirelli
- Musique : Stefano Arnaldi et Alessio Vlad
- Photographie : David Watkin
- Production : Clive Parsons, Riccardo Tozzi, Giovannella Zannoni et Frederick Muller
- Sociétés de distribution : G2 Films (USA) ; Universal Studios (international)
- Budget : 12 000 000 $
- Pays de production :  Italie
- Genre : comédie dramatique et guerre
- Durée : 116 minutes
- Dates de sortie : 
  - Italie : 26 mars 1999
  - France : 5 janvier 2000

## Distribution
- Cher (VF : Béatrice Agenin) : Elsa Morganthal Strauss-Armistan
- Judi Dench (VF : Nadine Alari) : Arabella
- Joan Plowright (VF : Anna Gaylor) : Mary Wallace
- Maggie Smith (VF : Danielle Volle) : Lady Hester Random
- Lily Tomlin (VF : Evelyne Guimmara) : Georgie Rockwell
- Baird Wallace (VF : Vincent Ropion) : Luca
- Charlie Lucas (VF : Maxime Nivet) : Luca (enfant)
- Massimo Ghini (VF : Mario Santini) : Paolo
- Paolo Seganti (VF : Joël Zaffarano) : Vittorio Fanfanni
- Claudio Spadaro (VF : Bernard Tiphaine) : Mussolini
- Mino Bellei (VF : Michel Bardinet) : Cesare
- Paul Chequer (VF : Didier Cherbuy) : Wilfred Random alias Miss Lucy
- Tessa Pritchard (VF : Nathalie Juvet) : Connie Raynor
- Michael Williams (VF : Bernard Dhéran) : consul britannique
- Paula Jacobs (VF : Monique Mélinand) : Molly
- Bettine Milne : Edith
- Hazel Parsons : Hazel
- Helen Stirling (VF : Nathalie Nerval) : Ursula
- Kathleen Doyle : Norma
- Giselle Matthews : vieille femme
- Gianna Giachetti : Madame Badaloni
- Chris Larkin : major Gibson
- Giovanni Nannini : sacristain
- Pino Colizzi : Dino Grandi

## Distinctions
- 2000 : BAFTA Oscar - Meilleure Performance dans le rôle principal : Maggie Smith
- 2000 : Oscar du meilleur maquillage et coiffure : Vivian McAteer
- 2000 : Syndicat italien des journalistes de cinéma - Meilleurs costumes : Anna Anni, Alberto Spiazzi

## Critiques
Le film a été plutôt mal reçu des spectateurs tout comme de la presse. Malgré un certain « charme » suranné, le film passe sous silence de nombreux aspects du régime de Mussolini et de l'Italie fasciste, Jean-Baptiste Drouet allant jusqu'à parler de « révisionnisme lénifiant » dans Première.